# 헌티드 파크
《헌티드 파크》(일본어: としまえん, 영어: Toshimaen: Haunted Park)는 2019년 5월에 개봉한 일본의 공포 영화이다.
 타카하시 히로시가 감독과 각본을 맡았다.
 일본은 2019년 5월 10일에 대한민국은 2020년 5월 6일에 개봉되었다.

## 줄거리
유학을 앞둔 사키는 친구들과 한때 자주 놀러 갔던 추억의 장소인 

토시마엔 놀이공원에 가게 된다 

토시마엔 괴담 속의 금기사항을 실행한 사키와 친구들은

처음엔 아무일도 벌어지지 않았으나 시간이 흐를수록

미스터리한 일들과 함께 친구들이 하나씩 사라지고

사키는 토시마엔 괴담 속의 금기사항이 얽힌 저주에

대한 비밀을 알게 되는데....

## 출연진
- 키타하라 리에 - 사키 역
- 아사카와 나나 - 치아키 역
- 고지마 후지코 - 안쥬 역
- 마츠다 루카 - 아미 역
- 코미야 아리사 - 유카 역
- 사이토 나리 - 카야 역